# Silvana Papini
Pour les articles homonymes, voir Papini.
Silvana Fernandes Papini est une joueuse brésilienne de volley-ball née le 27 janvier 1988 à Belo Horizonte. Elle mesure 1,79 m et joue au poste de réceptionneuse-attaquante. Elle totalise 24 sélections en équipe du Brésil. 

## Clubs
| Club                       | De        | À         |
| -------------------------- | --------- | --------- |
| Automóvel Clube Fluminense | 2003-2004 | 2004-2005 |
| Macaé Sports               | 2005-2006 | 2005-2006 |
| Grêmio de Vôlei Osasco     | 2006-2007 | 2008-2009 |
| Minas Tênis Clube          | 2009-2010 | 2010-2011 |
| Macaé Sports               | 2011-2012 | 2011-2012 |
| EC Pinheiros               | 2012-2013 | 2012-2013 |
| São Caetano                | 2013-2014 | 2015-2016 |
| Brasília Vôlei             | 2016-2017 | 2016-2017 |
| Vôlei Positivo Londrina    | jan 2018  | mai 2018  |
| Vôlei Balneário Camboriú   | 2018-2019 | 2018-2019 |
| Brasília Vôlei             | 2019-2020 | …         |

## Palmarès

### Équipe nationale
- Coupe panaméricaine
  - Finaliste : 2007.
- Championnat du monde des moins de 20 ans
  - Vainqueur : 2007.
- Championnat d'Amérique du Sud  des moins de 20 ans
  - Vainqueur : 2006.
- Championnat du monde des moins de 18 ans
  - Vainqueur : 2005.
- Championnat d'Amérique du Sud  des moins de 18 ans
  - Vainqueur : 2004.

### Clubs
- Championnat sud-américain des clubs
  - Vainqueur : 2011.
- Championnat du Brésil
  - Finaliste : 2009.
- Coupe du Brésil
  - Vainqueur : 2008.
  - Finaliste  : 2007.

### Distinctions individuelles
- Championnat du monde de volley-ball féminin des moins de 18 ans 2005: Meilleure attaquante.
- Championnat sud-américain des clubs de volley-ball féminin 2011: Meilleure réceptionneuse.